# 涙あふれた…
『涙あふれた…』（なみだ - ）は、2008年8月13日発売の日本の歌手・白石桔梗の3枚目のシングル。発売元はGIZA studio。

## 解説
- 「CDのみ」の1形態で発売され、表題曲としては初のインスト付きの作品である。
- 表題曲の「涙あふれた…」は、全国30局ネット「MU-GEN」8月度エンディングテーマ。
- なお、白石桔梗名義はこの作品をもって最後となり、次作以降は現在の白石乃梨名義となった。
- 1枚目のミニ・アルバム「norizm」には収録されていない。
- 白石は表題曲の編曲について、元々J-POP系のサウンドだったのでGARNET CROWの古井弘人に依頼し、ピアノサウンドを導入してほしいと頼んだという[1]。

## 批評
CDジャーナルは「自己否定や辛い選択をしようとしている人たちに送るメッセージバラードで、ピアノに乗せ優しく歌っている」と評した。

## 収録曲
1. 涙あふれた…
作詞・作曲：白石桔梗　編曲：古井弘人・中沢昭宏
2. You Know
作詞・作曲：白石桔梗　編曲：中沢昭宏・Mr. Lee
3. 涙あふれた…<Vocal less Ver.>